# オールドリッチ・ペルチャーク

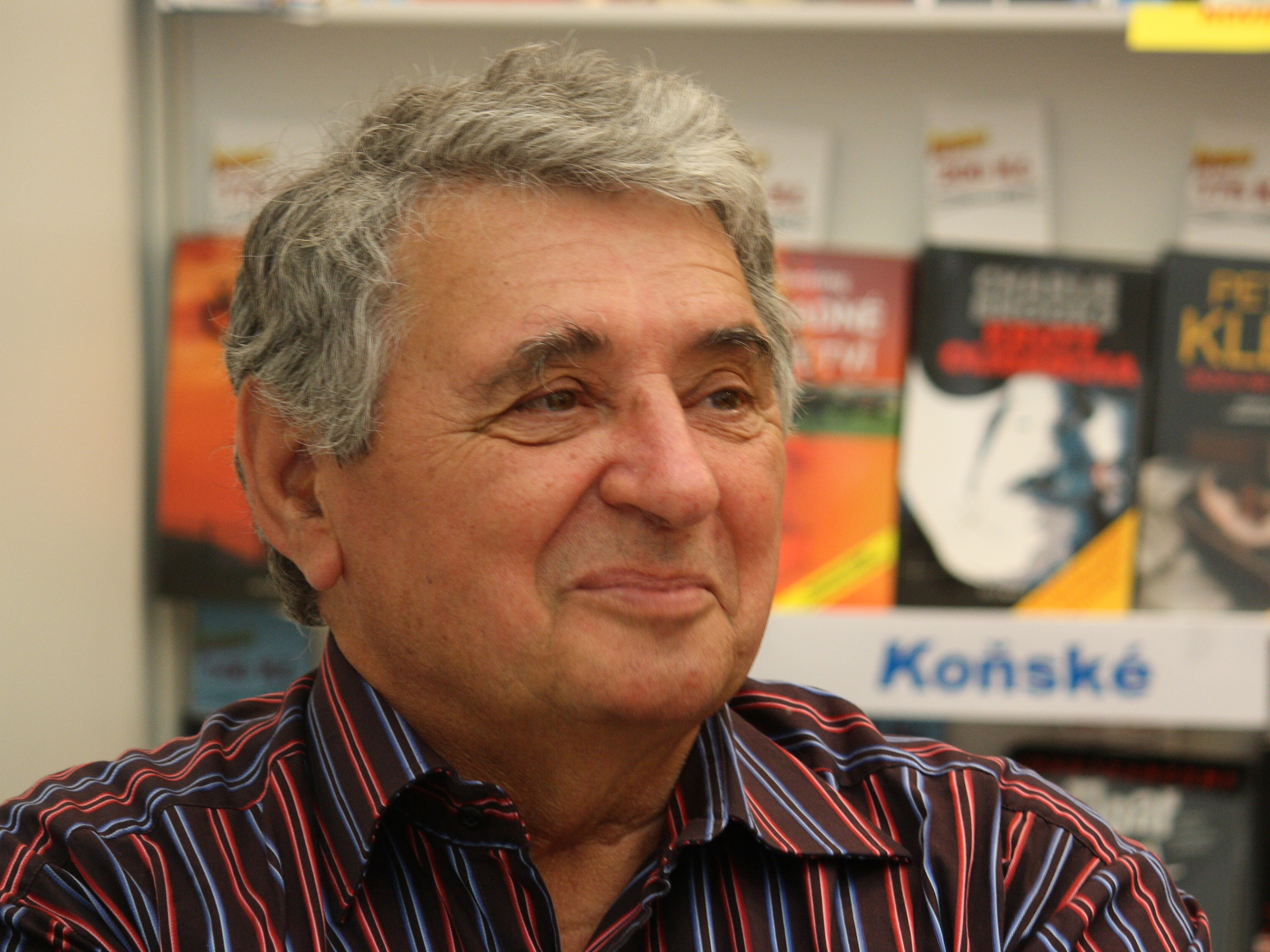
Oldřich Pelčák

オルドジフ・ペルチャーク、またはオールドリッチ・ペルチャーク（チェコ語: Oldřich Pelčák, 1943年11月2日 - 2023年10月7日）は、チェコの宇宙飛行士、技術者。
小惑星のペルチャークは同じくチェコ出身の天文学者ミロシュ・チヒーが彼の名にちなんで名づけたものである。

## 生涯
ズリーン出身。ガガーリン空軍士官学校の卒業者。
1976年末にウラジミル・レメックと共にインターコスモス計画の宇宙飛行士に抜擢され、ガガーリン宇宙飛行士訓練センターで訓練を受ける。1978年にソユーズ28号バックアップクルーに任命。ペルチャーク自身は宇宙へ飛ぶことはなかったが、レメックと共にアメリカ人でもソビエト人でもない初の宇宙飛行士となった。
2023年10月7日にプラハ軍事歴史研究所が訃報を発表、79歳没。